# Мохаммед Джетей
Мохаммед Джетей (фр. Mohammed Djetei, нар. 18 серпня 1994, Яунде) — камерунський футболіст, захисник клубу «Хімнастік» і національної збірної Камеруну.

## Клубна кар'єра
2012 року дебютував у складі «Інтернасьональ Спортінг» (Дуала). Після початку партнерських відносин між «Спортінгом» та «Юніон Дуала», в 2014 році перейшов до складу останнього. Відіграв за команду наступний сезон своєї ігрової кар'єри.
До складу клубу «Хімнастік», який виступає в іспанській Сегунді, приєднався 4 липня 2016 року, підписавши 4-річний контракт. У складі свого нового клубу дебютував 12 жовтня, вийшовши у стартовому складі у виїзному нічийному матчі (1:1) Копа дель Рей проти «Райо Вальєкано» (перемога в серії післяматчевих пенальті з рахунком 5:4).
В другому дивізіоні іспанського чемпіонату Джетей дебютував 6 листопада 2016 року в переможному (1:0) виїзному матчі проти «Мірандеса», Мохаммед вийшов на поле в тому поєдинку в стартовому складі та відіграв усі 90 хвилин. Відтоді встиг відіграти за клуб з Таррагони 6 матчів в національному чемпіонаті.

## Виступи за збірну
18 жовтня 2015 року дебютував в офіційних матчах у складі національної збірної Камеруну (для гравців національного чемпіонату) у стартовому (0:0) домашньому матчі кваліфікації до Чемпіонату африканських націй 2016 проти Конго. Він також потрапив до списку з 23-ох гравців, які поїхали представляти національну збірну в фінальній частині Чемпіонату африканських націй 2016 (для гравців з національних чемпіонатів). На цьому турнірі він зіграв 3 матчі, а збірна Того вийшла до 1/4 фіналу, в якому поступилася Кот-д'Івуару.
30 травня 2016 року Джетей вперше відіграв матч у футболці головної національної збірної своєї країни в Нанті, Франція, вийшовши на заміну в програному (2:3) матчі проти збірної Франції замість Орельєна Шеджу.
У складі збірної був учасником Кубка африканських націй 2017 року у Габоні.

## Досягнення
- Чемпіон Африки: 2017